# NMB48のTEPPENラジオ
『NMB48のTEPPENラジオ』（エヌエムビーフォーティーエイトのてっぺんラジオ）は、2011年10月24日からMBSラジオで放送されているラジオ番組。
放送開始・終了日などは暦日で表記しているため、注意のこと。
以下は特筆しない限り、2021年10月2日以降の番組内容について記述する。それ以前の本番組については、当記事中に独立した節として記載する。

## 概要
2009年4月6日から平日の深夜に放送されていた「MBSうたぐみ Smile×Songs」内において、2011年10月の番組リニューアルを機に同月10月24日の放送回から番組に内包される形で、週3回の15分番組として放送開始。当初はレギュラーパーソナリティ2名で、後期はレギュラーとゲストの2名で番組が行われていた。
2014年3月26日の放送回をもって「MBSうたぐみ Smile×Songs」が終了。本番組は放送枠を移動し、週1回の1時間番組として独立した。番組独立後はゲスト出演するNMB48メンバーの素顔に迫る番組として放送されていた。
2021年10月2日から2022年3月26日までは放送枠の移動と放送時間の縮小に伴いゲストの出演が廃止され、レギュラーパーソナリティ2名（梅山・安部）で互いの素顔に迫る番組となった。
2022年4月2日からは梅山のグループ卒業によりレギュラーパーソナリティが1名となり、隔週交代でNMB48メンバー1名をゲストとして迎え、ゲストの素顔に迫る番組へと戻った。

## 放送時間
『MBSうたぐみ Smile×Songs』内包時代
- 2011年10月24日 - 2014年3月26日、月曜日 - 水曜日 24:00(翌0:00)頃から15分間

番組独立後
- 2014年4月2日 - 2015年3月25日、水曜日 0:30 - 1:30（火曜日深夜）
- 2015年4月1日 - 2020年3月25日、水曜日 0:00 - 1:00（火曜日深夜）
- 2020年4月4日 - 2021年10月2日、土曜日 1:30 - 2:30（金曜日深夜、月に1回 2:00 - 2:30）
- 2021年10月2日 - 2025年3月29日、土曜日 21:45 - 22:00
- 2025年4月5日 - 現在、土曜日 21:30 - 21:45

## ネット配信
2024年3月2日の放送分から、Podcast及びYouTubeで番組本編の配信が行われている。
同時に、同放送回の時間内に収まらなかった未公開トークの配信もはじめられた。
配信版では権利の都合上、番組内で流される楽曲とBGMは省略されている。
最新の放送回は放送日の翌日に配信、未公開トークは放送日の4日後に配信される。

## 出演者
パーソナリティ
- 安部若菜（2021年4月10日 - 、通称「わかぽん」）

過去のパーソナリティ
- 梅山恋和（2020年12月5日 - 2021年10月2日、通称「ココナ」）

## コーナー
各コーナーの出典は各回の日記より。
リスナーからの投稿紹介
リスナーから寄せられた投稿を元に、投稿内の質問に答えたり、投稿内容についてトークをする。
○○を知りたい!
ゲスト出演しているメンバーをもっとよく知るために質問攻めにし、素顔に迫る。　
現在は深夜放送時と同様、ゲストに関する情報を基にした質問を順に投げかける形式となっているが、2021年10月2日の放送枠移動時から2022年末頃まではゲストに関する情報が詰まった箱から引いたお題でトークをしていた。
わかぽん、○○のあいうえお
五十音順で、週ごとに変えられる頭文字（「あ」～「わ」）にちなんだお題でトークをする。
頭文字を用いたトークテーマが箱の中に入れられており、それを順次引いていく。

## 『MBSうたぐみ Smile×Songs』内包番組時代

### 概要
2011年10月25日（内包する「MBSうたぐみ Smile×Songs」の10月24日の放送回）から放送開始。放送時間は火 - 木曜日の0時（月 - 水曜の24時）頃から約15分間。
当初は福本愛菜・渡辺美優紀（通称「奈良ーず」）の2名が出演し、コーナー企画が行われていた。福本が主に進行を担当していたが、福本の不在で他のNMB48メンバーが代役として出演した場合には、渡辺が進行役をする場合がある。代役として出演したNMB48メンバーが進行役を担当することもある。また、渡辺が不在の場合にも、他のNMB48メンバーが代役を務めている。
福本がNMB48を卒業することに伴い、2013年6月27日の放送をもって番組を降板。翌週の7月2日からは小笠原茉由がレギュラーパーソナリティに起用された。小笠原がレギュラーとなった初週のみ、渡辺・小笠原の2名で番組に出演していた。2週目以降の放送については、渡辺・小笠原のどちらかが出演し、ゲストパーソナリティとしてNMB48メンバー1名が週替わりで出演し、レギュラーとゲストの2名で番組が行われた。
NMB48の新曲が発売される前後には、レギュラーメンバーの他にNMB48メンバーを数名迎えた1時間のスペシャル番組が、MBSラジオの特別番組枠で放送されることもあった。

### 出演者

#### レギュラーパーソナリティ
- 渡辺美優紀（2011年10月25日 - 2014年3月27日、通称「みるきー」）
- 福本愛菜（2011年10月25日 - 2013年6月27日、通称「あいにゃん」）[注釈 10]
- 小笠原茉由（2013年7月2日 - 2014年3月27日、通称「まーちゅん」）[注釈 11]

#### 小笠原・渡辺がレギュラー時のゲストメンバー
出典は公式ページ2014年4月以前の日記バックナンバーより。
| 2013年 | 2013年   | 2013年                          | 2013年                 | 2013年                 | 2013年                            | 2013年                    |
| 月     | MC       | 1週目                           | 2週目                  | 3週目                  | 4週目                             | 5週目                     |
| ------ | -------- | ------------------------------- | ---------------------- | ---------------------- | --------------------------------- | ------------------------- |
| 7月    | メインMC | 2日 - 4日:小笠原茉由 渡辺美優紀 | 9日 - 11日:小笠原茉由  | 16日 - 18日:小笠原茉由 | 23日 - 25日:渡辺美優紀            | 30日 - 8月1日:渡辺美優紀  |
| 7月    | ゲストMC | -                               | 門脇佳奈子             | 島田玲奈               | 矢倉楓子                          | 上西恵                    |
| 8月    | メインMC | 6日 - 8日:小笠原茉由            | 13日 - 15日:小笠原茉由 | 18日 - 22日:渡辺美優紀 | 27日 - 29日:渡辺美優紀            | -                         |
| 8月    | ゲストMC | 與儀ケイラ                      | 薮下柊                 | 吉田朱里               | 白間美瑠                          | -                         |
| 9月    | メインMC | 3日 - 5日:小笠原茉由            | 10日 - 12日:小笠原茉由 | 17日 - 19日:渡辺美優紀 | 24日 - 26日:渡辺美優紀            | 31日 - 10月3日:小笠原茉由 |
| 9月    | ゲストMC | 小谷里歩                        | 高野祐衣               | 近藤里奈               | 谷川愛梨                          | 木下春奈                  |
| 10月   | メインMC | -                               | 8日 - 10日:小笠原茉由  | 15日 - 17日:渡辺美優紀 | 22日 - 24日:渡辺美優紀            | 29日 - 31日:小笠原茉由    |
| 10月   | ゲストMC | -                               | 上西恵                 | 木下百花               | 加藤夕夏                          | 矢倉楓子                  |
| 11月   | メインMC | 5日 - 7日:小笠原茉由            | 12日 - 14日:渡辺美優紀 | 19日 - 21日:渡辺美優紀 | 26日 - 28日:小笠原茉由            | -                         |
| 11月   | ゲストMC | 村瀬紗英                        | 門脇佳奈子             | 高野祐衣               | 谷川愛梨                          | -                         |
| 12月   | メインMC | 3日 - 5日:小笠原茉由            | 10日 - 12日:渡辺美優紀 | 17日 - 19日:渡辺美優紀 | 24日 - 26日:小笠原茉由 渡辺美優紀 | -                         |
| 12月   | ゲストMC | 加藤夕夏                        | 島田玲奈               | 與儀ケイラ             | -                                 | -                         |

| 2014年 | 2014年   | 2014年               | 2014年                          | 2014年                            | 2014年                            | 2014年                 |
| 月     | MC       | 1週目                | 2週目                           | 3週目                             | 4週目                             | 5週目                  |
| ------ | -------- | -------------------- | ------------------------------- | --------------------------------- | --------------------------------- | ---------------------- |
| 1月    | メインMC | -                    | 7日 - 9日:小笠原茉由 渡辺美優紀 | 14日 - 16日:小笠原茉由 渡辺美優紀 | 21日 - 23日:小笠原茉由            | 28日 - 30日:小笠原茉由 |
| 1月    | ゲストMC | -                    | -                               | -                                 | 木下百花                          | 白間美瑠               |
| 2月    | メインMC | 4日 - 6日:渡辺美優紀 | 11日 - 13日:渡辺美優紀          | 18日 - 20日:小笠原茉由            | 25日 - 27日:小笠原茉由            | -                      |
| 2月    | ゲストMC | 木下春奈             | 矢倉楓子                        | 岸野里香                          | 島田玲奈                          | -                      |
| 3月    | メインMC | 4日 - 6日:渡辺美優紀 | 11日 - 13日:渡辺美優紀          | 18日 - 20日:小笠原茉由            | 25日 - 27日:小笠原茉由 渡辺美優紀 | -                      |
| 3月    | ゲストMC | 小谷里歩             | 渋谷凪咲                        | 近藤里奈                          | -                                 | -                      |

#### 福本・渡辺がレギュラー時の代役メンバー
- 2012年7月31日 - 8月2日 小笠原茉由（福本の代役）
- 2012年11月6日 - 8日 上西恵（渡辺の代役）
- 2012年11月13日 - 15日 小谷里歩（渡辺の代役）
- 2012年11月27日 - 29日 門脇佳奈子（渡辺の代役）
- 2013年1月29日 - 31日 岸野里香（渡辺の代役）
- 2013年5月28日 - 30日 谷川愛梨（福本の代役）
- 2013年6月4日 - 6日 小谷里歩（福本の代役）

#### ゲスト
- 城恵理子
- 山本彩

#### メッセージゲスト
- 2012年2月23日 松井玲奈、木﨑ゆりあ、矢神久美（SKE48）[5]
- 渡辺麻友（AKB48、新曲リリース時に出演）

### コーナー
※曜日表記は「MBSうたぐみ Smile×Songs」の開始日を基準（本番組の放送曜日は月 - 水曜日）とする。
小笠原・渡辺がレギュラー時のコーナー
◇◇、◯◯のあいうえお（2014年1月 - 2014年3月）
五十音順で、週ごとに変えられる頭文字（「あ」～「わ」）にちなんだお題でトークをする。
月曜日はメインパーソナリティ、火曜日はゲストパーソナリティー、水曜日はお題が書かれた紙が入った箱から順次取り出し、その紙に書かれたお題に沿ってトークをする。
◇◇、◯◯のいろはにほ（2013年7月 - 2013年12月）
いろは順で、週ごとに変えられる47の頭文字（「い」～「す」）にちなんだお題でトークをする。
月曜日はメインパーソナリティ、火曜日はゲストパーソナリティー、水曜日はお題が書かれた紙が入った箱から順次取り出し、その紙に書かれたお題に沿ってトークをする。
リスナーからのメール紹介
リスナーから寄せられたメールを元に、質問に答えたり、メール内容についてトークをする。紹介された投稿者には、当日のパーソナリティ2名のサイン入り番組オリジナルクリアファイルがプレゼントされる。
今日はなんの日やねんクイズ（月・火曜日）
放送日が「～記念日」「～が始まった日」「～が行われた日」など、何の日なのかをパーソナリティ2名のヒントを元に、当日の「MBSうたぐみ Smile×Songs」のパーソナリティが回答する。
◇◇、◯◯、ガチンコ対決（水曜日のみ）
パーソナリティ2名が１つの課題に対して即興演技を披露して対決をし、その判定をスタッフが行う。負けた方が罰ゲームとして次週月曜日の放送開始時にものまねを披露しなければならない。
福本・渡辺がレギュラー時のコーナー
みるきー、あいにゃんのいろはにほ（2013年2月3週目 - 2013年6月）
いろは順で、週ごとに変えられる47の頭文字（「い」～「す」）にちなんだお題でトークをする。
月曜日は渡辺、火曜日は福本、水曜日はお題が書かれた紙が入った箱から順次取り出し、その紙に書かれたお題に沿ってトークをする。
みるきー、あいにゃんのあいうえお（2012年04月2週目 - 2013年2月2週目）
五十音順で、週ごとに変えられる頭文字（「あ」～「わ」）にちなんだお題でトークをする。
月曜日は渡辺、火曜日は福本、水曜日はお題が書かれた紙が入った箱から順次取り出し、その紙に書かれたお題に沿ってトークをする。
みるきー、あいにゃんのABC（初回 - 2012年4月1週目）
アルファベット順で、週ごとに変えられる頭文字（「A」～「Z」）にちなんだお題でトークをする。
月曜日は渡辺、火曜日は福本、水曜日はお題が書かれた紙が入った箱から順次取り出し、その紙に書かれたお題に沿ってトークをする。
リスナーからのメール紹介
リスナーから寄せられたメールを元に、質問に答えたり、メール内容についてトークをする。紹介された投稿者には、福本・渡辺のサイン入り番組オリジナルクリアファイルがプレゼントされる。
今日はなんの日やねんクイズ（月・火曜日）
放送日が「～記念日」「～が始まった日」「～が行われた日」など、何の日なのかを福本・渡辺のヒントを元に、当日の「MBSうたぐみ Smile×Songs」のパーソナリティが回答する。
みるきー、あいにゃん、ガチンコ対決（水曜日のみ）
福本・渡辺が１つの課題に対して即興演技を披露して対決をし、その判定をスタッフが行う。負けた方が罰ゲームとして次週月曜日の放送開始時にものまねを披露しなければならない。

## 番組独立後から2021年10月2日まで

### 概要
2014年4月2日から、毎週水曜日 0:30 - 1:30（火曜深夜）の1時間番組として開始。レギュラーパーソナリティは渡辺が内包番組時代から引き続き出演し、グループの移籍を控えていた小笠原に代わって吉田朱里が新レギュラーとして起用された。
メインパーソナリティが、ゲスト出演するNMB48メンバーの素顔に迫る番組。NMB48メンバー2名がレギュラーパーソナリティを務めるが、2名同時に出演することは基本的にはなく、レギュラーパーソナリティの一方が隔週交代で出演する。ゲストパーソナリティとしてNMB48メンバー1名が週替わりで出演する。12月の最終週およびその前週・レギュラーパーソナリティの卒業など、節目となる週はゲストの出演はなく、レギュラーパーソナリティ2名で番組が行われる。
2015年4月1日からは放送時間が30分繰り上がり、毎週水曜日 0:00 - 1:00（火曜深夜）となった。
2020年4月4日からは、毎週土曜日 1:30 - 2:30（金曜深夜）に放送枠が移動した。月に1回、本番組の前に放送される番組が本来放送されている番組より終了時間が30分遅い『小籔×笑い飯の「土020」』に入れ替わる。その影響により、本番組の放送時間は 2:00 - 2:30 と30分短縮されて放送される。 短縮版ではゲストの出演はなく、レギュラーパーソナリティの一方が単独で出演して番組が行われる。

### 出演者

#### レギュラーパーソナリティ
- 渡辺美優紀（2014年4月2日 - 2016年6月29日、通称「みるきー」）
- 吉田朱里（2014年4月2日 - 2020年11月14日、通称「アカリン」）
- 矢倉楓子（2016年7月6日 - 2018年4月4日、通称「ふぅちゃん」）
- 山本彩加（2018年4月4日 - 2021年3月20日、通称「あーやん」）
- 梅山恋和（2020年12月5日 - 、通称「ココナ」）
- 安部若菜（2021年4月10日 - 、通称「わかぽん」）

#### 出演メンバー
出典は公式ページのバックナンバーより。
| 2014年 | 2014年   | 2014年                  | 2014年          | 2014年          | 2014年                   | 2014年                   |
| 月     | MC       | 1週目                   | 2週目           | 3週目           | 4週目                    | 5週目                    |
| ------ | -------- | ----------------------- | --------------- | --------------- | ------------------------ | ------------------------ |
| 4月    | メインMC | 2日:吉田朱里 渡辺美優紀 | 9日:渡辺美優紀  | 16日:渡辺美優紀 | 23日:渡辺美優紀          | 30日:吉田朱里            |
| 4月    | ゲストMC | -                       | 白間美瑠        | 谷川愛梨        | 岸野里香                 | 木下春奈                 |
| 5月    | メインMC | 7日:吉田朱里            | 14日:渡辺美優紀 | 21日:渡辺美優紀 | 28日:吉田朱里            | -                        |
| 5月    | ゲストMC | 門脇佳奈子              | 薮下柊          | 上枝恵美加      | 小谷里歩                 | -                        |
| 6月    | メインMC | 4日:吉田朱里            | 11日:渡辺美優紀 | 18日:渡辺美優紀 | 25日:吉田朱里            | -                        |
| 6月    | ゲストMC | 加藤夕夏                | 渋谷凪咲        | 太田夢莉        | 村瀬紗英                 | -                        |
| 7月    | メインMC | 2日:吉田朱里            | 9日:渡辺美優紀  | 16日:渡辺美優紀 | 23日:吉田朱里            | 30日:吉田朱里            |
| 7月    | ゲストMC | 高野祐衣                | 木下百花        | 藤江れいな      | 室加奈子                 | 山岸奈津美               |
| 8月    | メインMC | 6日:渡辺美優紀          | 13日:渡辺美優紀 | 20日:吉田朱里   | 27日:吉田朱里            | -                        |
| 8月    | ゲストMC | 門脇佳奈子              | 磯佳奈江        | 白間美瑠        | 谷川愛梨                 | -                        |
| 9月    | メインMC | 3日:渡辺美優紀          | 10日:渡辺美優紀 | 17日:吉田朱里   | 24日:吉田朱里            | 翌1日:渡辺美優紀         |
| 9月    | ゲストMC | 村上文香                | 近藤里奈        | 薮下柊          | 岸野里香                 | 市川美織                 |
| 10月   | メインMC | 8日:渡辺美優紀          | 15日:吉田朱里   | 22日:吉田朱里   | 29日:渡辺美優紀          | -                        |
| 10月   | ゲストMC | 木下春奈                | 久代梨奈        | 矢倉楓子        | 村瀬紗英                 | -                        |
| 11月   | メインMC | 5日:渡辺美優紀          | 12日:吉田朱里   | 19日:吉田朱里   | 26日:渡辺美優紀          | -                        |
| 11月   | ゲストMC | 西村愛華                | 梅田彩佳        | 木下百花        | 小谷里歩                 | -                        |
| 12月   | メインMC | 3日:渡辺美優紀          | 10日:吉田朱里   | 17日:吉田朱里   | 24日:吉田朱里 渡辺美優紀 | 31日:吉田朱里 渡辺美優紀 |
| 12月   | ゲストMC | 川上礼奈                | 薮下柊          | 渋谷凪咲        | -                        | -                        |

| 2015年 | 2015年   | 2015年         | 2015年          | 2015年          | 2015年                   | 2015年                   |
| 月     | MC       | 1週目          | 2週目           | 3週目           | 4週目                    | 5週目                    |
| ------ | -------- | -------------- | --------------- | --------------- | ------------------------ | ------------------------ |
| 1月    | メインMC | 7日:吉田朱里   | 14日:吉田朱里   | 21日:渡辺美優紀 | 28日:渡辺美優紀          | -                        |
| 1月    | ゲストMC | 門脇佳奈子     | 上枝恵美加      | 白間美瑠        | 矢倉楓子                 | -                        |
| 2月    | メインMC | 4日:吉田朱里   | 11日:吉田朱里   | 18日:渡辺美優紀 | 25日:渡辺美優紀          | -                        |
| 2月    | ゲストMC | 日下このみ     | 村瀬紗英        | 久代梨奈        | 谷川愛梨                 | -                        |
| 3月    | メインMC | 4日:吉田朱里   | 11日:吉田朱里   | 18日:渡辺美優紀 | 25日:渡辺美優紀          | -                        |
| 3月    | ゲストMC | 木下春奈       | 市川美織        | 西村愛華        | 薮下柊                   | -                        |
| 4月    | メインMC | 1日:吉田朱里   | 8日:吉田朱里    | 15日:渡辺美優紀 | 22日:渡辺美優紀          | 29日:吉田朱里            |
| 4月    | ゲストMC | 日下このみ     | 門脇佳奈子      | 須藤凜々花      | 太田夢莉                 | 小谷里歩                 |
| 5月    | メインMC | 6日:吉田朱里   | 13日:渡辺美優紀 | 20日:渡辺美優紀 | 27日:吉田朱里            | -                        |
| 5月    | ゲストMC | 林萌々香       | 村瀬紗英        | 川上千尋        | 岸野里香                 | -                        |
| 6月    | メインMC | 3日:吉田朱里   | 10日:渡辺美優紀 | 17日:渡辺美優紀 | 24日:吉田朱里            | -                        |
| 6月    | ゲストMC | 加藤夕夏       | 藤江れいな      | 梅田彩佳        | 市川美織                 | -                        |
| 7月    | メインMC | 1日:吉田朱里   | 8日:渡辺美優紀  | 15日:渡辺美優紀 | 22日:吉田朱里            | 29日:吉田朱里            |
| 7月    | ゲストMC | 西村愛華       | 門脇佳奈子      | 城恵理子        | 谷川愛梨                 | 山口夕輝                 |
| 8月    | メインMC | 5日:渡辺美優紀 | 12日:渡辺美優紀 | 19日:吉田朱里   | 26日:吉田朱里            | -                        |
| 8月    | ゲストMC | 植村梓         | 近藤里奈        | 岸野里香        | 太田夢莉                 | -                        |
| 9月    | メインMC | 2日:渡辺美優紀 | 9日:渡辺美優紀  | 16日:吉田朱里   | 23日:吉田朱里            | 30日:渡辺美優紀          |
| 9月    | ゲストMC | 加藤夕夏       | 小谷里歩        | 矢倉楓子        | 日下このみ               | 薮下柊                   |
| 10月   | メインMC | 7日:渡辺美優紀 | 14日:吉田朱里   | 21日:吉田朱里   | 28日:渡辺美優紀          | -                        |
| 10月   | ゲストMC | 木下春奈       | 須藤凜々花      | 磯佳奈江        | 西村愛華                 | -                        |
| 11月   | メインMC | 4日:渡辺美優紀 | 11日:吉田朱里   | 18日:吉田朱里   | 25日:渡辺美優紀          | -                        |
| 11月   | ゲストMC | 上枝恵美加     | 石田優美        | 村瀬紗英        | 岸野里香                 | -                        |
| 12月   | メインMC | 2日:渡辺美優紀 | 9日:吉田朱里    | 16日:吉田朱里   | 23日:吉田朱里 渡辺美優紀 | 30日:渡辺美優紀 吉田朱里 |
| 12月   | ゲストMC | 谷川愛梨       | 門脇佳奈子      | 市川美織        | -                        | -                        |

| 2016年 | 2016年   | 2016年       | 2016年          | 2016年          | 2016年                   | 2016年                   |
| 月     | MC       | 1週目        | 2週目           | 3週目           | 4週目                    | 5週目                    |
| ------ | -------- | ------------ | --------------- | --------------- | ------------------------ | ------------------------ |
| 1月    | メインMC | 6日:吉田朱里 | 13日:吉田朱里   | 20日:渡辺美優紀 | 27日:渡辺美優紀          | -                        |
| 1月    | ゲストMC | 白間美瑠     | 薮下柊          | 須藤凜々花      | 藤江れいな               | -                        |
| 2月    | メインMC | 3日:吉田朱里 | 10日:吉田朱里   | 17日:渡辺美優紀 | 24日:渡辺美優紀          | -                        |
| 2月    | ゲストMC | 加藤夕夏     | 木下百花        | 沖田彩華        | 日下このみ               | -                        |
| 3月    | メインMC | 2日:吉田朱里 | 9日:吉田朱里    | 16日:渡辺美優紀 | 23日:渡辺美優紀          | 30日:吉田朱里            |
| 3月    | ゲストMC | 岸野里香     | 矢倉楓子        | 白間美瑠        | 川上礼奈                 | 久代梨奈                 |
| 4月    | メインMC | 6日:吉田朱里 | 13日:渡辺美優紀 | 20日:渡辺美優紀 | 27日:吉田朱里            | -                        |
| 4月    | ゲストMC | 植村梓       | 村瀬紗英        | 太田夢莉        | 谷川愛梨                 | -                        |
| 5月    | メインMC | 4日:吉田朱里 | 11日:渡辺美優紀 | 18日:渡辺美優紀 | 25日:吉田朱里            | -                        |
| 5月    | ゲストMC | 須藤凜々花   | 加藤夕夏        | 内木志          | 井尻晏菜                 | -                        |
| 6月    | メインMC | 1日:吉田朱里 | 8日:渡辺美優紀  | 15日:渡辺美優紀 | 22日:吉田朱里 渡辺美優紀 | 29日:吉田朱里 渡辺美優紀 |
| 6月    | ゲストMC | 城恵理子     | 薮下柊          | 矢倉楓子        | -                        | -                        |
| 7月    | メインMC | 6日:矢倉楓子 | 13日:矢倉楓子   | 20日:吉田朱里   | 27日:吉田朱里            | -                        |
| 7月    | ゲストMC | 市川美織     | 木下百花        | 岸野里香        | 山口夕輝                 | -                        |
| 8月    | メインMC | 3日:矢倉楓子 | 10日:矢倉楓子   | 17日:吉田朱里   | 24日:吉田朱里            | 31日:矢倉楓子            |
| 8月    | ゲストMC | 沖田彩華     | 植村梓          | 白間美瑠        | 石塚朱莉                 | 須藤凜々花               |
| 9月    | メインMC | 7日:矢倉楓子 | 14日:吉田朱里   | 21日:吉田朱里   | 28日:矢倉楓子            | -                        |
| 9月    | ゲストMC | 太田夢莉     | 加藤夕夏        | 川上礼奈        | 久代梨奈                 | -                        |
| 10月   | メインMC | 5日:矢倉楓子 | 12日:吉田朱里   | 19日:吉田朱里   | 26日:矢倉楓子            | -                        |
| 10月   | ゲストMC | 村瀬紗英     | 岸野里香        | 内木志          | 中野麗来                 | -                        |
| 11月   | メインMC | 2日:矢倉楓子 | 9日:吉田朱里    | 16日:吉田朱里   | 23日:矢倉楓子            | 30日:矢倉楓子            |
| 11月   | ゲストMC | 薮下柊       | 城恵理子        | 木下百花        | 川上千尋                 | 谷川愛梨                 |
| 12月   | メインMC | 7日:吉田朱里 | 14日:吉田朱里   | 21日:矢倉楓子   | 28日:矢倉楓子            | -                        |
| 12月   | ゲストMC | 上枝恵美加   | 太田夢莉        | 三田麻央        | 藤江れいな               | -                        |

| 2017年 | 2017年   | 2017年                | 2017年                 | 2017年        | 2017年        | 2017年        |
| 月     | MC       | 1週目                 | 2週目                  | 3週目         | 4週目         | 5週目         |
| ------ | -------- | --------------------- | ---------------------- | ------------- | ------------- | ------------- |
| 1月    | メインMC | 4日:吉田朱里 矢倉楓子 | 11日:矢倉楓子 吉田朱里 | 18日:矢倉楓子 | 25日:矢倉楓子 | -             |
| 1月    | ゲストMC | -                     | -                      | 植村梓        | 石塚朱莉      | -             |
| 2月    | メインMC | 1日:吉田朱里          | 8日:吉田朱里           | 15日:矢倉楓子 | 22日:矢倉楓子 | -             |
| 2月    | ゲストMC | 川上礼奈              | 須藤凜々花             | 加藤夕夏      | 薮下柊        | -             |
| 3月    | メインMC | 1日:吉田朱里          | 8日:吉田朱里           | 15日:矢倉楓子 | 22日:矢倉楓子 | 29日:吉田朱里 |
| 3月    | ゲストMC | 沖田彩華              | 安田桃寧               | 谷川愛梨      | 古賀成美      | 川上千尋      |
| 4月    | メインMC | 5日:吉田朱里          | 12日:矢倉楓子          | 19日:矢倉楓子 | 26日:吉田朱里 | -             |
| 4月    | ゲストMC | 久代梨奈              | 城恵理子               | 太田夢莉      | 磯佳奈江      | -             |
| 5月    | メインMC | 3日:吉田朱里          | 10日:矢倉楓子          | 17日:矢倉楓子 | 24日:吉田朱里 | 31日:吉田朱里 |
| 5月    | ゲストMC | 内木志                | 林萌々香               | 川上礼奈      | 木下百花      | 三田麻央      |
| 6月    | メインMC | 7日:矢倉楓子          | 14日:矢倉楓子          | 21日:吉田朱里 | 28日:吉田朱里 | -             |
| 6月    | ゲストMC | 井尻晏菜              | 沖田彩華               | 石塚朱莉      | 加藤夕夏      | -             |
| 7月    | メインMC | 5日:矢倉楓子          | 12日:矢倉楓子          | 19日:吉田朱里 | 26日:吉田朱里 | -             |
| 7月    | ゲストMC | 日下このみ            | 川上千尋               | 武井紗良      | 山尾梨奈      | -             |
| 8月    | メインMC | 2日:矢倉楓子          | 9日:矢倉楓子           | 16日:吉田朱里 | 23日:吉田朱里 | 30日:矢倉楓子 |
| 8月    | ゲストMC | 山本彩加              | 堀詩音                 | 上西怜        | 城恵理子      | 安田桃寧      |
| 9月    | メインMC | 6日:矢倉楓子          | 13日:吉田朱里          | 20日:吉田朱里 | 27日:矢倉楓子 | -             |
| 9月    | ゲストMC | 大段舞依              | 沖田彩華               | 植村梓        | 三田麻央      | -             |
| 10月   | メインMC | 4日:矢倉楓子          | 11日:吉田朱里          | 18日:吉田朱里 | 25日:矢倉楓子 | -             |
| 10月   | ゲストMC | 山田寿々              | 川上千尋               | 日下このみ    | 久代梨奈      | -             |
| 11月   | メインMC | 1日:矢倉楓子          | 8日:吉田朱里           | 15日:吉田朱里 | 22日:矢倉楓子 | 29日:矢倉楓子 |
| 11月   | ゲストMC | 古賀成美              | 岩田桃夏               | 谷川愛梨      | 加藤夕夏      | 石塚朱莉      |
| 12月   | メインMC | 6日:吉田朱里          | 13日:吉田朱里          | 20日:矢倉楓子 | 27日:矢倉楓子 | -             |
| 12月   | ゲストMC | 林萌々香              | 白間美瑠               | 内木志        | 城恵理子      | -             |

| 2018年 | 2018年   | 2018年                | 2018年                 | 2018年                 | 2018年                 | 2018年        |
| 月     | MC       | 1週目                 | 2週目                  | 3週目                  | 4週目                  | 5週目         |
| ------ | -------- | --------------------- | ---------------------- | ---------------------- | ---------------------- | ------------- |
| 1月    | メインMC | 3日:矢倉楓子 吉田朱里 | 10日:吉田朱里 矢倉楓子 | 17日:矢倉楓子          | 24日:矢倉楓子          | 31日:吉田朱里 |
| 1月    | ゲストMC | -                     | -                      | 井尻晏菜               | 久代梨奈               | 磯佳奈江      |
| 2月    | メインMC | 7日:吉田朱里          | 14日:矢倉楓子          | 21日:矢倉楓子          | 28日:吉田朱里          | -             |
| 2月    | ゲストMC | 川上礼奈              | 植村梓                 | 明石奈津子             | 小嶋花梨               | -             |
| 3月    | メインMC | 7日:吉田朱里          | 14日:矢倉楓子          | 21日:矢倉楓子          | 28日:矢倉楓子          | -             |
| 3月    | ゲストMC | 三田麻央              | 林萌々香               | 沖田彩華               | 山本彩加               | -             |
| 4月    | メインMC | 4日:山本彩加 矢倉楓子 | 11日:山本彩加          | 18日:山本彩加          | 25日:吉田朱里          | -             |
| 4月    | ゲストMC | -                     | 城恵理子               | 川上礼奈               | 大段舞依               | -             |
| 5月    | メインMC | 2日:吉田朱里          | 9日:山本彩加           | 16日:山本彩加          | 23日:吉田朱里          | 30日:吉田朱里 |
| 5月    | ゲストMC | 安田桃寧              | 堀詩音                 | 谷川愛梨               | 山尾梨奈               | 上西怜        |
| 6月    | メインMC | 6日:山本彩加          | 13日:山本彩加          | 20日:吉田朱里          | 27日:吉田朱里          | -             |
| 6月    | ゲストMC | 堀詩音                | 梅山恋和               | 山田寿々               | 岩田桃夏               | -             |
| 7月    | メインMC | 4日:山本彩加          | 11日:山本彩加          | 18日:吉田朱里          | 25日:吉田朱里          | -             |
| 7月    | ゲストMC | 川上千尋              | 白間美瑠               | 植村梓                 | 磯佳奈江               | -             |
| 8月    | メインMC | 1日:山本彩加          | 8日:山本彩加           | 15日:吉田朱里          | 22日:吉田朱里          | 29日:山本彩加 |
| 8月    | ゲストMC | 林萌々香              | 本郷柚巴               | 沖田彩華               | 加藤夕夏               | 古賀成美      |
| 9月    | メインMC | 5日:山本彩加          | 12日:吉田朱里          | 19日:吉田朱里          | 26日:山本彩加          | -             |
| 9月    | ゲストMC | 石塚朱莉              | 三田麻央               | 川上礼奈               | 小嶋花梨               | -             |
| 10月   | メインMC | 3日:山本彩加          | 10日:吉田朱里          | 17日:吉田朱里          | 24日:山本彩加          | 31日:山本彩加 |
| 10月   | ゲストMC | 安田桃寧              | 井尻晏菜               | 磯佳奈江               | 岩田桃夏               | 山尾梨奈      |
| 11月   | メインMC | 7日:吉田朱里          | 14日:吉田朱里          | 21日:山本彩加          | 28日:山本彩加          | -             |
| 11月   | ゲストMC | 石田優美              | 久代梨奈               | 上西怜                 | 内木志                 | -             |
| 12月   | メインMC | 5日:吉田朱里          | 12日:吉田朱里          | 19日:山本彩加 吉田朱里 | 26日:吉田朱里 山本彩加 | -             |
| 12月   | ゲストMC | 堀詩音                | 城恵理子               | -                      | -                      | -             |

| 2019年 | 2019年   | 2019年       | 2019年        | 2019年        | 2019年        | 2019年        |
| 月     | MC       | 1週目        | 2週目         | 3週目         | 4週目         | 5週目         |
| ------ | -------- | ------------ | ------------- | ------------- | ------------- | ------------- |
| 1月    | メインMC | 2日:吉田朱里 | 9日:吉田朱里  | 16日:山本彩加 | 23日:山本彩加 | 30日:吉田朱里 |
| 1月    | ゲストMC | 白間美瑠     | 川上礼奈      | 山田寿々      | 川上千尋      | 小嶋花梨      |
| 2月    | メインMC | 6日:吉田朱里 | 13日:山本彩加 | 20日:山本彩加 | 27日:吉田朱里 | -             |
| 2月    | ゲストMC | 谷川愛梨     | 梅山恋和      | 山本望叶      | 加藤夕夏      | -             |
| 3月    | メインMC | 6日:吉田朱里 | 13日:山本彩加 | 20日:山本彩加 | 27日:吉田朱里 | -             |
| 3月    | ゲストMC | 石田優美     | 城恵理子      | 上西怜        | 内木志        | -             |
| 4月    | メインMC | 3日:吉田朱里 | 10日:山本彩加 | 17日:山本彩加 | 24日:吉田朱里 | -             |
| 4月    | ゲストMC | 大段舞依     | 堀詩音        | 清水里香      | 磯佳奈江      | -             |
| 5月    | メインMC | 1日:吉田朱里 | 8日:山本彩加  | 15日:山本彩加 | 22日:吉田朱里 | 29日:吉田朱里 |
| 5月    | ゲストMC | 武井紗良     | 森田彩花      | 山田寿々      | 南羽諒        | 安田桃寧      |
| 6月    | メインMC | 5日:山本彩加 | 12日:山本彩加 | 19日:吉田朱里 | 26日:吉田朱里 | -             |
| 6月    | ゲストMC | 本郷柚巴     | 白間美瑠      | 井尻晏菜      | 川上千尋      | -             |
| 7月    | メインMC | 3日:山本彩加 | 10日:山本彩加 | 17日:吉田朱里 | 24日:吉田朱里 | 31日:山本彩加 |
| 7月    | ゲストMC | 古賀成美     | 堀詩音        | 森田彩花      | 渋谷凪咲      | 東由樹        |
| 8月    | メインMC | 7日:山本彩加 | 14日:吉田朱里 | 21日:吉田朱里 | 28日:山本彩加 | -             |
| 8月    | ゲストMC | 加藤夕夏     | 谷川愛梨      | 石塚朱莉      | 水田詩織      | -             |
| 9月    | メインMC | 4日:山本彩加 | 11日:吉田朱里 | 18日:吉田朱里 | 25日:山本彩加 | -             |
| 9月    | ゲストMC | 山尾梨奈     | 小嶋花梨      | 川上礼奈      | 石田優美      | -             |
| 10月   | メインMC | 2日:山本彩加 | 9日:吉田朱里  | 16日:吉田朱里 | 23日:山本彩加 | 30日:山本彩加 |
| 10月   | ゲストMC | 上西怜       | 新澤菜央      | 山田寿々      | 川上千尋      | 安田桃寧      |
| 11月   | メインMC | 6日:吉田朱里 | 13日:吉田朱里 | 20日:山本彩加 | 27日:山本彩加 | -             |
| 11月   | ゲストMC | 加藤夕夏     | 山本望叶      | 古賀成美      | 堀詩音        | -             |
| 12月   | メインMC | 4日:吉田朱里 | 11日:吉田朱里 | 18日:山本彩加 | 25日:山本彩加 | -             |
| 12月   | ゲストMC | 河野奈々帆   | 谷川愛梨      | 中川美音      | 堀ノ内百香    | -             |

| 2020年 | 2020年   | 2020年                | 2020年                | 2020年        | 2020年        | 2020年        |
| 月     | MC       | 1週目                 | 2週目                 | 3週目         | 4週目         | 5週目         |
| ------ | -------- | --------------------- | --------------------- | ------------- | ------------- | ------------- |
| 1月    | メインMC | 1日:吉田朱里 山本彩加 | 8日:山本彩加 吉田朱里 | 15日:山本彩加 | 22日:山本彩加 | 29日:吉田朱里 |
| 1月    | ゲストMC | -                     | -                     | 横野すみれ    | 井尻晏菜      | 水田詩織      |
| 2月    | メインMC | 5日:吉田朱里          | 12日:山本彩加         | 19日:山本彩加 | 26日:吉田朱里 | -             |
| 2月    | ゲストMC | 上西怜                | 山田寿々              | 南羽諒        | 清水里香      | -             |
| 3月    | メインMC | 4日:吉田朱里          | 11日:山本彩加         | 18日:山本彩加 | 25日:吉田朱里 | -             |
| 3月    | ゲストMC | 堀詩音                | 本郷柚巴              | 出口結菜      | 川上千尋      | -             |
| 4月    | メインMC | 4日:吉田朱里          | 11日:山本彩加         | 18日:山本彩加 | 25日:吉田朱里 | -             |
| 4月    | ゲストMC | 加藤夕夏              | -                     | 新澤菜央      | 村瀬紗英      | -             |
| 5月    | メインMC | 2日:吉田朱里          | 9日:山本彩加          | 16日:山本彩加 | 23日:吉田朱里 | 30日:吉田朱里 |
| 5月    | ゲストMC | 原かれん              | 安田桃寧              | 貞野遥香      | -             | 上西怜        |
| 6月    | メインMC | 6日:山本彩加          | 13日:山本彩加         | 20日:吉田朱里 | 27日:吉田朱里 | -             |
| 6月    | ゲストMC | -                     | 山本望叶              | 横野すみれ    | 南羽諒        | -             |
| 7月    | メインMC | 4日:山本彩加          | 11日:山本彩加         | 18日:吉田朱里 | 25日:吉田朱里 | -             |
| 7月    | ゲストMC | -                     | 小嶋花梨              | 森田彩花      | 石田優美      | -             |
| 8月    | メインMC | 1日:山本彩加          | 8日:山本彩加          | 15日:吉田朱里 | 22日:吉田朱里 | 29日:山本彩加 |
| 8月    | ゲストMC | 加藤夕夏              | 川上千尋              | -             | 新澤菜央      | 前田令子      |
| 9月    | メインMC | 5日:山本彩加          | 12日:吉田朱里         | 19日:吉田朱里 | 26日:山本彩加 | -             |
| 9月    | ゲストMC | 安部若菜              | -                     | 石塚朱莉      | 菖蒲まりん    | -             |
| 10月   | メインMC | 3日:山本彩加          | 10日:吉田朱里         | 17日:吉田朱里 | 24日:山本彩加 | 31日:山本彩加 |
| 10月   | ゲストMC | 東由樹                | -                     | 白間美瑠      | 上西怜        | 原かれん      |
| 11月   | メインMC | 7日:吉田朱里          | 14日:吉田朱里         | 21日:山本彩加 | 28日:山本彩加 | -             |
| 11月   | ゲストMC | -                     | 梅山恋和              | 新澤菜央      | 石田優美      | -             |
| 12月   | メインMC | 5日:梅山恋和          | 12日:梅山恋和         | 19日:山本彩加 | 26日:山本彩加 | -             |
| 12月   | ゲストMC | -                     | 小嶋花梨              | 村瀬紗英      | 山本望叶      | -             |

| 2021年 | 2021年   | 2021年                | 2021年                | 2021年        | 2021年        | 2021年        |
| 月     | MC       | 1週目                 | 2週目                 | 3週目         | 4週目         | 5週目         |
| ------ | -------- | --------------------- | --------------------- | ------------- | ------------- | ------------- |
| 1月    | メインMC | 2日:梅山恋和 山本彩加 | 9日:山本彩加 梅山恋和 | 16日:山本彩加 | 23日:山本彩加 | 30日:梅山恋和 |
| 1月    | ゲストMC | -                     | -                     | -             | 加藤夕夏      | 堀詩音        |
| 2月    | メインMC | 6日:梅山恋和          | 13日:山本彩加         | 20日:山本彩加 | 27日:梅山恋和 | -             |
| 2月    | ゲストMC | 南羽諒                | -                     | 安部若菜      | 横野すみれ    | -             |
| 3月    | メインMC | 6日:梅山恋和          | 13日:山本彩加         | 20日:山本彩加 | 27日:梅山恋和 | -             |
| 3月    | ゲストMC | 安田桃寧              | -                     | 安部若菜      | 貞野遥香      | -             |
| 4月    | メインMC | 3日:梅山恋和          | 10日:安部若菜         | 17日:安部若菜 | 24日:梅山恋和 | -             |
| 4月    | ゲストMC | 本郷柚巴              | -                     | 出口結菜      | 加藤夕夏      | -             |
| 5月    | メインMC | 1日:梅山恋和          | 8日:安部若菜          | 15日:安部若菜 | 22日:梅山恋和 | 29日:梅山恋和 |
| 5月    | ゲストMC | 中野美来              | -                     | 石塚朱莉      | 石田優美      | 小嶋花梨      |
| 6月    | メインMC | 5日:安部若菜          | 12日:安部若菜         | 19日:梅山恋和 | 26日:梅山恋和 | -             |
| 6月    | ゲストMC | -                     | 川上千尋              | 上西怜        | 白間美瑠      | -             |
| 7月    | メインMC | 3日:安部若菜          | 10日:安部若菜         | 17日:梅山恋和 | 24日:梅山恋和 | 31日:安部若菜 |
| 7月    | ゲストMC | 新澤菜央              | 河野奈々帆            | 菖蒲まりん    | 中川美音      | -             |
| 8月    | メインMC | 7日:安部若菜          | 14日:梅山恋和         | 21日:梅山恋和 | 28日:安部若菜 | -             |
| 8月    | ゲストMC | 前田令子              | -                     | 原かれん      | 加藤夕夏      | -             |
| 9月    | メインMC | 4日:安部若菜          | 11日:梅山恋和         | 18日:梅山恋和 | 25日:安部若菜 | -             |
| 9月    | ゲストMC | 本郷柚巴              | -                     | 南羽諒        | 上西怜        | -             |
| 10月   | メインMC | 2日:安部若菜 梅山恋和 | -                     | -             | -             | -             |
| 10月   | ゲストMC | -                     | -                     | -             | -             | -             |

#### ゲスト出演
- 福本愛菜（2016年6月29日）[7]

### コーナー
各コーナーの出典は各回の日記より。
オープニング罰ゲーム披露
前週のガチンコ対決にて負けた方が罰ゲームとして物真似を披露する。
○○を知りたい!
ゲストパーソナリティとして出演しているメンバーに対して、もっとよく知るために質問攻めにし、素顔に迫る。
独立後の初回は渡辺が新レギュラーとなった吉田に質問をした。　
◇◇、○○のあいうえお
五十音順で、週ごとに変えられる頭文字（「あ」～「わ」）にちなんだお題でトークをする。
1回の番組中に3回行われ、その都度タイトルコールがされる。1回目はレギュラーパーソナリティが考えたお題で、2回目はゲストパーソナリティが考えたお題で、3回目は箱の中に入れられた頭文字のつくトークテーマを引いてトークをする。
曲紹介
主にNMB48の曲がメインだが、AKB48・SKE48・AKB48グループユニットなどの曲も紹介される。ほぼAKB48グループの曲に統一されているが、ゲストパーソナリティのお気に入りとしてAKB48グループ以外の曲も紹介されている。うたぐみ時代は1曲だけだったが、独立してからはNMB48の新曲、ゲストパーソナリティのお気に入り、メンバーにまつわる曲の3曲披露されている。
リスナーからの投稿紹介
リスナーから寄せられた投稿を元に、投稿内の質問に答えたり、投稿内容についてトークをする。
◇◇、○○ ガチンコ対決
レギュラーパーソナリティとゲストパーソナリティが１つの課題に対して即興演技を披露して対決をし、その判定をスタッフが行う。負けた方が罰ゲームとして次週の放送開始時にものまねを披露しなければならない。
◇◇の"かしこ"になりたい
パーソナリティが時事問題得意アイドルを目指して、政治・経済・エンタメなど、様々なジャンルのテーマについてトークをする。
2020年4月以降の、月に1度の番組短縮回（ソロパーソナリティ時）に行われる。